# Elmajärvi
Elmajärvi är en sjö i Överkalix kommun i Norrbotten och ingår i Kalixälvens huvudavrinningsområde. Sjön är 4 meter djup, har en yta på 0,611 kvadratkilometer och är belägen 226 meter över havet. Elmajärvi ligger i Torne och Kalix älvsystem Natura 2000-område.

## Delavrinningsområde
Elmajärvi ingår i det delavrinningsområde (742507-179165) som SMHI kallar för Utloppet av Elmajärvi. Medelhöjden är 245 meter över havet och ytan är 6,03 kvadratkilometer. Det finns inga avrinningsområden uppströms utan avrinningsområdet är högsta punkten. Elmabäcken som avvattnar avrinningsområdet har biflödesordning 4, vilket innebär att vattnet flödar genom totalt 4 vattendrag innan det når havet efter 144 kilometer. Avrinningsområdet består mestadels av skog (67 procent) och sankmarker (15 procent). Avrinningsområdet har 0,61 kvadratkilometer vattenytor vilket ger det en sjöprocent på 10,1 procent.